# Liliane Brion-Guerry
Liliane Brion-Guerry, née à Lyon le 30 octobre 1916 et morte le 17 janvier 2006 à Paris est une historienne de l'art et directrice de recherche au CNRS.

## Biographie
Elle est diplômée de l'Ecole du Louvre (1939) et soutient une thèse de doctorat ès lettres en 1947 sur le thème du "triomphe de la mort dans la peinture italienne" .
Historienne de l'art, directrice de recherche au CNRS, elle a publié plusieurs ouvrages et a dirigé chez l'éditeur Klincksieck la collection "L'Esprit et les formes". La somme qu'elle a publiée sur l'art à la veille de la Première Guerre mondiale a fait l'objet d'une très élogieuse critique de la part de Madeleine Rebérioux dans les Annales.
En 1979, l'Académie française lui décerne le prix Dumas-Millier pour l'ensemble de ses travaux sur l’histoire de l’art.
Après la mort de son mari Marcel Brion en 1984 et qui était académicien français, elle a consacré son temps à sa mémoire, à la publication de nouvelles œuvres, la republication d'anciennes.
Elle est la mère de Patrick Brion, historien du cinéma.

## Thématiques abordées
Ses travaux portent sur  la représentation de l'espace pictural (Jean Pèlerin Viator. Sa place dans l'histoire de la perspective, Les Belles Lettres, 1962) et sur Cézanne (Cézanne et l'expression de l'espace, Albin Michel, 1966).

## Œuvres
- Cézanne et l'expression de l'espace, [1950], rééd. Albin Michel, 1966.
- Le Thème du Triomphe de la Mort dans la peinture italienne, Maisonneuve, 1950.
- Fresques romanes de France, Hachette, 1958.
- Jean Pélerin Viator. Sa place dans l'histoire de la perspective, Les Belles-Lettres, 1962.
- L'année 1913 : les formes esthétiques à la veille de la Première guerre mondiale, (textes et documents inédits réunis par L.B-G.), Klincksieck, 1971-1973, 3 vol, prix Charles Blanc de l'Académie française en 1972[4].
- Marcel Brion, Mémoires d'une vie incertaine, publ. par M B.-G., Klincksieck, 1997 (Cahiers Marcel Brion, n°1).